# Le Barboux
Le Barboux ist eine französische Gemeinde mit 238 Einwohnern (Stand: 1. Januar 2022) im Département Doubs in der Region Bourgogne-Franche-Comté.

## Geographie
Le Barboux liegt auf 937 m, elf Kilometer nordöstlich von Morteau und etwa 9 Kilometer westlich der Stadt La Chaux-de-Fonds (Luftlinie). Das Dorf erstreckt sich im Jura, im Südwesten des Hochplateaus von Maîche, am Nordfuß des Höhenzuges des Mont Devoir nördlich des Doubstals. Das Gemeindegebiet gehört zum Regionalen Naturpark Doubs-Horloger.
Die Fläche des 11,26 km² großen Gemeindegebiets umfasst einen Abschnitt des französischen Juras. Der nördliche Teil des Gebietes wird vom Hochplateau von Maîche eingenommen, das durchschnittlich auf 930 m liegt. Es ist überwiegend von Wiesen- und Weideland bestanden, zeigt aber auch einige kleinere Waldflächen (Les Cornaix und Cerneux au Bœuf). Die leicht gewellte Fläche ist durch verschiedene Mulden und abflusslose Senken mit Dolinen gekennzeichnet. Das Plateau besitzt keine oberirdischen Fließgewässer, weil das Niederschlagswasser im verkarsteten Untergrund versickert. Nach Nordosten reicht der Gemeindeboden auf die Anhöhen von Pré Chaillot und La Borme (1001 m). Im Süden wird das Hochplateau vom breiten Höhenrücken des Mont Devoir flankiert, auf dem mit 1087 m die höchste Erhebung von Le Barboux erreicht wird. Dieser Höhenzug bildet in geologisch-tektonischer Hinsicht eine Antiklinale des Faltenjuras und ist gemäß der Streichrichtung des Gebirges in dieser Region in Richtung Südwest-Nordost orientiert. Er wird im Süden vom Doubstal begrenzt, wobei das Gemeindeareal nicht bis ganz an den Doubs hinunterreicht.
Zu Le Barboux gehören neben dem eigentlichen Ort auch der Weiler La Partie de Bise (962 m) in einer Mulde am Nordfuß des Mont Devoir sowie verschiedene Einzelhöfe. Nachbargemeinden von Le Barboux sind Le Russey im Norden, Grand’Combe-des-Bois im Osten, Villers-le-Lac im Süden sowie La Chenalotte und Narbief im Westen.

## Geschichte
Im Mittelalter gehörte Le Barboux nacheinander zu den Herrschaften Réaumont und Vennes. Zusammen mit der Franche-Comté gelangte das Dorf mit dem Frieden von Nimwegen 1678 an Frankreich.
Mit 1. Januar 2009 erfolgte eine Änderung der Arrondissementszugehörigkeit der Gemeinde. Bislang zum Arrondissement Montbéliard gehörend, kamen alle Gemeinden des Kantons zum Arrondissement Pontarlier.

## Sehenswürdigkeiten

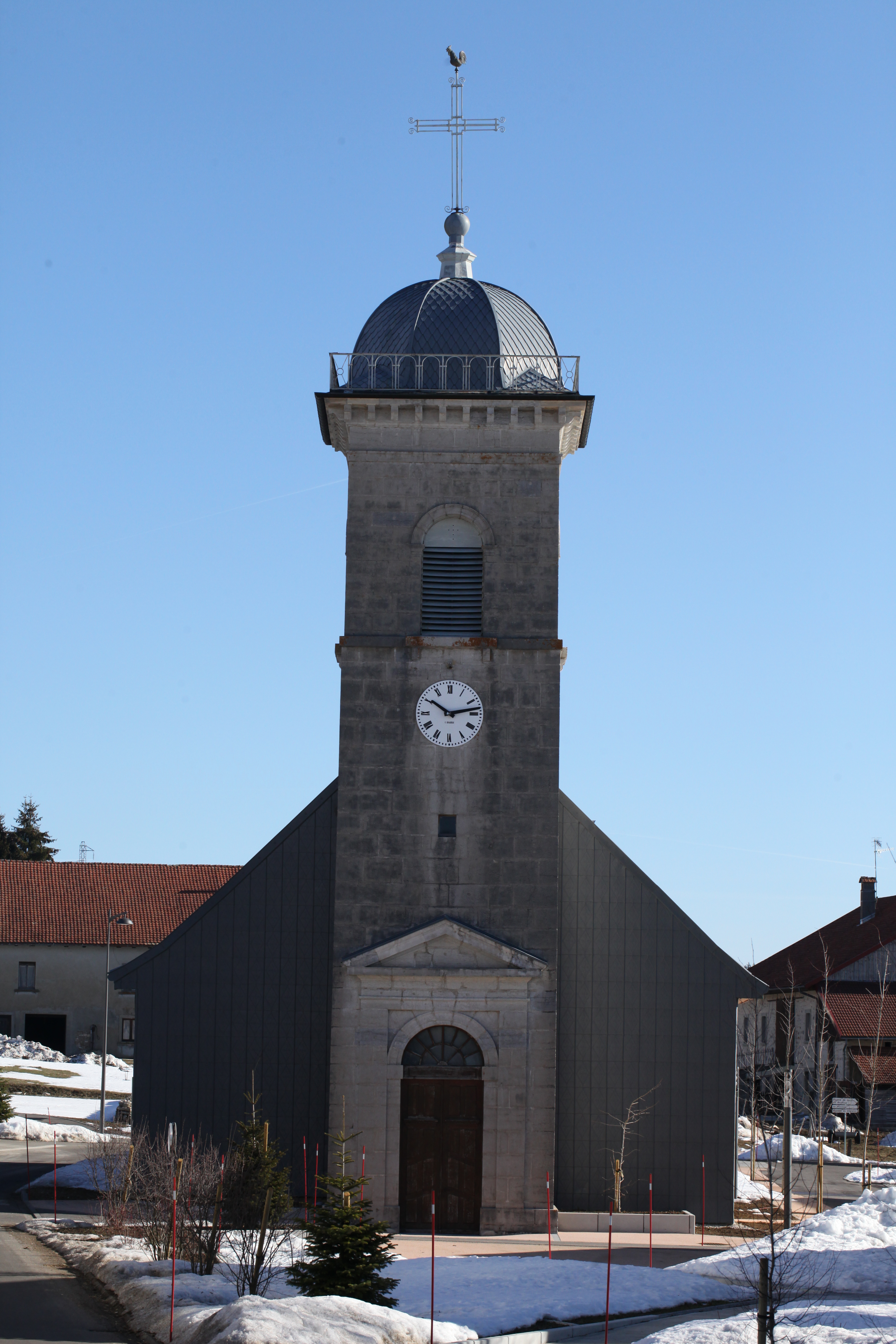
Kirche Saint-Renobert

Mit dem Bau der Kirche Saint-Renobert im Stil der Renaissance wurde im Jahr 1517 begonnen. Der Glockenturm stammt aus dem 19. Jahrhundert. Die Kirche besitzt eine reiche Ausstattung, darunter Statuen aus dem 16. Jahrhundert und einen Altar aus dem 18. Jahrhundert. Verstreut auf den Jurahöhen befinden sich verschiedene Bauernhäuser im charakteristischen Stil des Haut-Doubs, insbesondere der Hof Les Lessus (17. Jahrhundert).

## Bevölkerung
| Jahr                       | 1962 | 1968 | 1975 | 1982 | 1990 | 1999 | 2016 |
| Einwohner                  | 173  | 170  | 135  | 134  | 156  | 192  | 244  |
| Quellen: Cassini und INSEE |      |      |      |      |      |      |      |

Mit 238 Einwohnern (Stand 1. Januar 2022) gehört Le Barboux zu den kleinen Gemeinden des Départements Doubs. Nachdem die Einwohnerzahl in der ersten Hälfte des 20. Jahrhunderts deutlich abgenommen hatte (1911 wurden noch 299 Personen gezählt), wurde seit Mitte der 1980er Jahre wieder ein leichtes Bevölkerungswachstum verzeichnet.

## Wirtschaft und Infrastruktur
Le Barboux war bis weit ins 20. Jahrhundert hinein ein vorwiegend durch die Landwirtschaft (Viehzucht und Milchwirtschaft) und die Forstwirtschaft geprägtes Dorf. Noch heute leben die Bewohner zur Hauptsache von der Tätigkeit im ersten Sektor. Außerhalb des primären Sektors gibt es nur wenige Arbeitsplätze im Dorf. Einige Erwerbstätige sind auch Wegpendler, die in den umliegenden größeren Ortschaften ihrer Arbeit nachgehen.
Die Ortschaft liegt abseits der größeren Durchgangsstraßen, ist aber von der Hauptstraße D437 (Montbéliard-Morteau) leicht erreichbar. Straßenverbindungen bestehen mit Narbief, Grand'Combe-des-Bois und Villers-le-Lac.